# Delta Junction
Delta Junction és una població dels Estats Units a l'estat d'Alaska. Segons el cens del 2000 tenia 840 habitants.

## Demografia
Segons el cens del 2000, Delta Junction tenia 840 habitants, 312 habitatges, i 208 famílies La densitat de població era de 18,8 habitants/km².
Dels 312 habitatges en un 35,6% hi vivien nens de menys de 18 anys, en un 52,6% hi vivien parelles casades, en un 9% dones solteres, i en un 33,3% no eren unitats familiars. En el 28,8% dels habitatges hi vivien persones soles el 6,4% de les quals corresponia a persones de 65 anys o més que vivien soles. El nombre mitjà de persones vivint en cada habitatge era de 2,69 i el nombre mitjà de persones que vivien en cada família era de 3,32.
Per edats la població es repartia de la següent manera: un 32,6% tenia menys de 18 anys, un 6,5% entre 18 i 24, un 26,5% entre 25 i 44, un 26,5% de 45 a 60 i un 7,7% 65 anys o més.
L'edat mediana era de 36 anys. Per cada 100 dones hi havia 112,1 homes. Per cada 100 dones de 18 o més anys hi havia 109,6 homes.
La renda mediana per habitatge era de 43.500 $ i la renda mediana per família de 58.250 $. Els homes tenien una renda mediana de 50.469 $ mentre que les dones 25.750 $. La renda per capita de la població era de 19.171 $. Aproximadament el 12,3% de les famílies i el 19,4% de la població estaven per davall del llindar de pobresa.

## Poblacions més properes
El següent diagrama mostra les poblacions més properes.